# Samostan Melrose
Samostan sv. Marije v Melroseu je delno porušen samostan cistercijanskega reda v Melroseu, Roxburghshire, v Scottish Borders. Leta 1136 so ga ustanovili cistercijanski menihi na zahtevo škotskega kralja Davida I. in je bil do reformacije glavna hiša tega reda v državi. Vodil ga je opat ali komendator Melrose. Danes opatijo vzdržuje Historic Environment Scotland kot načrtovan spomenik.
Vzhodni del samostana je bil dokončan leta 1146. Druge stavbe v kompleksu so bile dodane v naslednjih 50 letih. Samostan je bil zgrajen v gotskem slogu in v obliki Janezovega križa. Precejšen del opatije je zdaj v ruševinah. Struktura iz leta 1590 se ohranja kot muzej, odprt za javnost.
Aleksander II. in drugi škotski kralji in plemiči so pokopani v samostanu. Svinčeno posodo, za katero se domneva, da je balzamirano srce Roberta Brucea, so našli leta 1921 pod mestom Chapter House; znova so ga našli pri izkopavanju leta 1998 in dokumentirali v zapisih o njegovi smrti. Preostanek njegovega trupla je pokopan v opatiji Dunfermline.
Samostan je znan po številnih izrezljanih okrasnih detajlih, vključno s podobami svetnikov, zmajev, bruhalnikov in rastlin. Na enem od stopnišč je napis Johna Morowa, zidarskega mojstra, ki pravi: Be halde to ye hende ('Imej v mislih, konec, svojo odrešitev'). To je postal moto mesta Melrose.

## Zgodovina

### Stara Melrose
Prejšnji samostan je ustanovil sveti Ajdan iz Lindisfarneja, ki mu je bil kasneje posvečen, na mestu približno 3,5 km vzhodno od opatije Melrose. To je bilo malo pred njegovo smrtjo leta 651 v Bamburghu. Postavljen v okljuku reke Tweed, pokopališče označuje mesto. Sveti Cuthbert (umrl 687), ki je odraščal v bližini, se je izobraževal v samostanu Old Melrose. Bil je prior od leta 662, preden se je preselil na Lindisfarne (Sveti otok). Æthelweald je bil novinec v Lindisfarneu, ko je Cuthbert postal škof. Cuthberta je spremljal na nekaterih njegovih misijonarskih potovanjih in bil priča vsaj enemu od njegovih čudežev. Kasneje je postal prior in nato opat v Melroseu. Sveti Oduvald (umrl 698) je bil škotski plemič, ki je sledil Cuthbertu kot opat. Tam je bil v začetku 8. stoletja menih tudi vizionar Dryhthelm. V samostan je leta 839 vdrl Kenneth I. Škotski.

### Cistercijanska opatija
Melrose je bil prvi cistercijanski samostan na Škotskem. Kralj David I. je želel, da bi bil novi samostan zgrajen na istem mestu, vendar so cistercijani vztrajali, da zemlja ni dovolj dobra za kmetovanje in so izbrali trenutno lokacijo. Zgrajea naj bi bil v desetih letih. Samostanska cerkev je bila posvečena sv. Mariji (kot vse cistercijanske hiše) 28. julija 1146. Samostan je postal matična cerkev reda na Škotskem. Njegova prva skupnost je prišla iz opatije Rievaulx, hiše v Severnem Yorkshiru, kolonizirane iz Cîteauxa.
V 12. stoletju so cistercijani v okolici Melrosea uvedli nove tehnike kmetovanja in tržili volno Melrose po velikih trgovskih pristaniščih po severni Evropi. Okoli samostana je počasi zraslo mesto. V času lakote je samostan tri mesece hranil štiri tisoč sestradanih ljudi.
Samostan je imel 100 menihov, razen opata in dostojanstvenikov. Privilegiji in posesti so bili zelo obsežni. Njen ustanovitelj David ga je obdaril z deželami Melrose, Eildon in drugimi kraji; in pravico do ribolova na reki Tweed. Naslednji monarhi so povečali svoje premoženje. Hiša je slovela po svojem bogastvu, kajti mnogi njeni opati so bili ugledni in častni možje. Waltheof iz Melrosea, pastorek kralja Davida in nekoč Kirkhamov prior, je bil opat v Melrosu od 1148 do 1159. Melrose je obdaril s slovesom svetosti in učenosti, kar ga je postavilo v enako raven s hišami, kot sta Fountains in Rievaulx, in ga naredilo za glavni samostan na Škotskem. Grobnica sv. Waltheofa v kapitlju je pozneje postala središče romanja.
Eno najzgodnejših poročil o sporazumu Magna Carta, doseženem v Runnymedeju leta 1215, najdemo v Kroniki samostana Melrose. Melrose je stal ob eni od glavnih cest, ki vodijo od Edinburga proti jugu, zaradi česar je bil še posebej ranljiv za napade. Leta 1322 je mesto napadla vojska Edvarda II. in velik del samostana je bil uničen. Ponovno je bil zgrajen po ukazu kralja Roberta Brucea, pri čemer je bil sir James Douglas glavni finančni revizor projekta. Leta 1385 je samostan požgala vojska Riharda II. Angleškega, »delno zaradi podpore avignonskemu papežu Klemenu VII.« je vojsko Roberta II. Škotskega prisilil nazaj v Edinburg. Obnavljali so ga v obdobju približno 100 let – gradnja je bila še nedokončana, ko ga je leta 1504 obiskal Jakob IV. Škotski
Od leta 1541 je samostan vodila vrsta komendatorjev. Leta 1544, ko je angleška vojska divjala po Škotski v prizadevanju, da bi prisilila Škote, da dovolijo, da se mlada Marija, škotska kraljica poroči s sinom Henrika VIII., je bil samostan spet močno poškodovan in nikoli ni bil v celoti popravljen. 29. septembra 1549 je angleški vojak odkril pyx, ki je bil obešen nad velikim oltarjem, in ga dal grofu Rutlandskemu. Vojna škoda je privedla do tega, da je kot delujoč samostan propadel. Zadnji opat je bil Jaakob Stuart (nezakonski sin Jakoba V.), ki je umrl leta 1557. Leta 1590 je umrl Melrosin zadnji menih.
Samostan je zdržal še en zadnji napad in nekateri njegovi zidovi še vedno kažejo sledi topovskega streljanja, potem ko so jih med angleško državljansko vojno bombardirale čete Oliverja Cromwella. Leta 1618 so del samostanske cerkve preuredili v župnijsko cerkev za okoliško mesto. V križišče je bil vstavljen navaden obok, pri čemer je bil prvotni rebrasti obok v osrednjem delu odstranjen. Uporabljali so jo do leta 1810, ko so v mestu postavili novo cerkev. Leta 1812 so iz ladje v južnem koru izkopali kamnito krsto. Nekateri so ugibali, da gre za ostanke Michaela Scota, filozofa in "čarovnika".
Na začetku 19. stoletja je bil sir Walter Scott imenovan za namestnika šerifa Roxburghshira. Leta 1822 je sir Walter s finančno pomočjo vojvode Buccleucha nadzoroval obsežna popravila, s katerimi naj bi ohranili ruševine. Leta 1918 je vojvoda dal ruševine državi, do takrat pa je bil samostan še dodatno obnovljena in popravljena. Zdaj je v oskrbi Historic Environment Scotland.

## Robert Bruce
Srce Roberta Brucea naj bi bilo pokopano v cerkvi, morda so ga leta 1330 ali 1331 prinesli s križarske vojne s truplom lorda Douglasa. Mesto je bilo označeno z majhno kovinsko ploščo.
Leta 1996 so med arheološkimi izkopavanji na tem mestu odkrili stožčasto svinčeno posodo in vgravirano bakreno ploščo z napisom »Priloženo svinčeno skrinjico s srcem je marca 1921 našel urad njegovega veličanstva pod tlemi kapiteljske hiše«. Skrinjico je raziskal arheološki oddelek AOC v Leithu in vsebovala je še vedno prepoznavno človeško srce v gosti črni tekočini. Ker ni nobenih zapisov o tem, da bi bilo srce koga drugega pokopano v Melroseu, se je domnevalo, da je srce Roberta Brucea. Posoda je bila ponovno pokopana v samostanu Melrose 22. junija 1998 pod spominskim kamnom.
Ni bilo nobenega poskusa uporabe DNK, da bi ugotovili, ali je srce pripadalo kralju Robertu. Nobenega zapisa ni, da bi bilo na mestu pokopano katero koli drugo srce; vendar bi bila kapiteljska hiša nenavadna lokacija za pokop kraljevega srca: večina pokopov z visokim statusom bi se zgodila poleg oltarja.

## Opis
Samostan je zasnovan na tradicionalni osi vzhod–zahod. Zahodni del je skoraj v celoti odsoten, razen temeljev. Vzhodni del je bolj nedotaknjen. Pokopališče, ki služi lokalni skupnosti, leži južno in jugovzhodno od samostana. Večina kamnov je iz 19. stoletja. Je edini škotski samostan, ki še vedno ohranja nekaj svojih originalnih talnih ploščic. Severni križni hodniki so enako izbrisani do nivoja temeljev.

## Galerija
- Grafika samostana Jamesa Fittlerja v Scotia Depicta, objavljena leta 1804
- Notranjost samostana, 1835
- Fotografija samostana Melrose leta 1844, delo Henryja Foxa Talbota
- Grafika vzhodnega konca samostana iz Baronskih in cerkvenih starin Škotske (RW Billings, okoli 1850)

## Drobovi
- Jocelin (škof Glasgowa)
- Waltheof of Melrose
- William de Bondington – škof Glasgowa
- William Douglas, Lord of Liddesdale
- William Douglas, 1. grof Douglasov
- James Douglas, 2. grof Douglasov
- Philip de Valognes, škotski komornik
- Aleksander II. Škotski
- Aleksander Ormiston Curle
- Sir Brian Layton
- Sir David Brewster (1781–1868), izumitelj kalejdoskopa
- Walter Montagu Douglas Scott, 8. vojvoda Buccleuch
- Mary Montagu Douglas Scott, vojvodinja Buccleuch
- John Scott, 9. vojvoda Buccleuch

## Pokloni
Sir Walter Scott je opisal samostan Melrose v eni od svojih pesmi, The Lay of the Last Minstrel, Canto Second.
Prezbiterijanska kongregacija v Bloomfield Hills, Michigan, je zgradila gotsko cerkev v ZDA in jo oblikovala po samostanski cerkvi Melrose, Kirk in the Hills, dokončana leta 1958, in je na 40 hektarjih ob jezeru 32 km severno od Detroita.
Samostan je bil zgrajen v videoigri Minecraft podjetja 4J Studios leta 2015. Gradnja je vsebovala enega od uradnih svetov vadnic igre (TU31), tistega za različico 1.8.